# Gillian Rose
Gillian Rose (1962) é uma geógrafa britânica. É professora da Escola de Geografia e Meio Ambiente da Universidade de Oxford.

## Carreira
Rose concluiu seu doutorado na Universidade de Londres, em 1990. Em seguida, lecionou na mesma universidade e também na Universidade de Edinburgh. Em 2015, foi professora visitante na Universidade de Petrória e entre 2018 e 2019 ocupou o mesmo posto na Universidade de Lund.
Em maio de 2008 tornou-se professora sênior da Open University.
Uma de suas obras mais conhecidas é "Feminism & Geography: The Limits of Geographical Knowledge" (1993). 